# 에드워드 에머슨 바너드

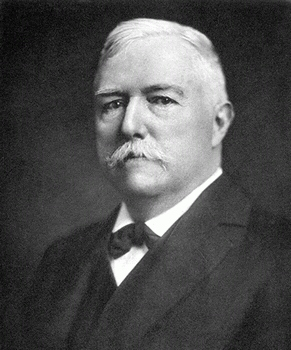
에드워드 에머슨 바너드

에드워드 에머슨 바너드(Edward Emerson Barnard, 1857년 12월 16일~1923년 2월 6일)은 미국의 천문학자이다. E. E. 바너드로 널리 알려진 관측천문학자로, 1916년 발견한 바너드 별로 유명하다.

## 같이 보기
- 말머리 성운
- NGC 1499